# جونیس خوریس
جونیس خوریس (انگلیسی: Jonis Khoris؛ زادهٔ ۱۵ مارس ۱۹۸۹) بازیکن فوتبال اهل رومانی است.
از باشگاه‌هایی که در آن بازی کرده‌است می‌توان به باشگاه فوتبال رجینا اشاره کرد.